# پشت اسبی
پشت اسبی یا تلمبه فتح‌آباد روستایی در دهستان ملک‌آباد بخش گلستان شهرستان سیرجان استان کرمان ایران است.

## جمعیت
بر پایه سرشماری عمومی نفوس و مسکن در سال ۱۳۹۵ جمعیت این مکان ۴۴ نفر (۱۷خانوار) بوده‌است.